# Shay Doron
Shay Doron (in ebraico שי דורון‎?; Tel Aviv, 1º aprile 1985) è un'ex cestista israeliana.
Alta 174 cm, giocava come guardia.

## Carriera
È stata selezionata dalle New York Liberty al secondo giro del Draft WNBA 2007 (16ª scelta assoluta).
Con Israele ha disputato tre edizioni dei Campionati europei (2007, 2009, 2011).

## Palmarès
- Campionessa NCAA (2006)